# Camellia grandibracteata
Camellia grandibracteata är en tvåhjärtbladig växtart som beskrevs av Hung T. Chang och Yu. Camellia grandibracteata ingår i släktet Camellia och familjen Theaceae. Inga underarter finns listade i Catalogue of Life.